# 로열 네버 기브업

로열 네버 기브업(Royal Never Give Up)은 2012년에 창단한 중국의 프로게임단으로 리그 오브 레전드, 도타 2, 배틀그라운드, 오버워치, 왕자영요 프로게임단을 운영하고 있으며 특히 리그 오브 레전드 프로리그에서 3번의 우승 타이틀을 보유하며 5회 우승의 에드워드 게이밍에 이어 2번째로 가장 많은 우승 타이틀 및 LPL에서 최다 준우승(4회) 기록을 보유하고 있으며 역대 리그 오브 레전드 월드 챔피언십에서도 2번의 준우승을 차지했고 2016년부터 2019년까지 4회 연속 롤드컵 진출을 달성한 중국 LPL 전통의 강호로 손꼽힌다.

## 주요 성적

### 리그 오브 레전드
- 리그 오브 레전드 프로리그 스프링 2013 5위
- 리그 오브 레전드 프로리그 서머 2013 4위
- 리그 오브 레전드 월드 챔피언십 시즌 3 준우승
- 리그 오브 레전드 프로리그 스프링 2014 6위
- 리그 오브 레전드 프로리그 서머 2014 3위
- 리그 오브 레전드 월드 챔피언십 2014 준우승
- 리그 오브 레전드 프로리그 스프링 2015 10위
- 리그 오브 레전드 프로리그 서머 2015 9위
- 데마시아컵 서머 2015 16강
- 내셔널 e스포츠 오픈 2015 우승
- 월드 사이버 아레나 2015 우승
- IEM 시즌 10 월드 챔피언십 4강
- 리그 오브 레전드 프로리그 스프링 2016 우승
- 리그 오브 레전드 미드 시즌 인비테이셔널 2016 4강
- 리그 오브 레전드 프로리그 서머 2016 준우승
- 리그 오브 레전드 월드 챔피언십 2016 8강
- 데마시아컵 2016 4강
- 내셔널 e스포츠 토너먼트 2016 4강
- 리그 오브 레전드 프로리그 스프링 2017 준우승
- 데마시아컵 2017 우승
- 리프트 라이벌즈 2017 우승
- 리그 오브 레전드 프로리그 서머 2017 준우승
- 리그 오브 레전드 월드 챔피언십 2017 4강
- 데마시아컵 2017 챔피언십 16강
- 리그 오브 레전드 프로리그 스프링 2018 우승
- 리그 오브 레전드 미드 시즌 인비테이셔널 2018 우승
- 데마시아컵 서머 2018 우승
- 리프트 라이벌즈 2018 우승
- 리그 오브 레전드 프로리그 서머 2018 우승
- 리그 오브 레전드 월드 챔피언십 2018 8강
- 데마시아컵 윈터 2018 6위
- 리그 오브 레전드 프로리그 스프링 2019 5위
- 내셔널 e스포츠 토너먼트 2019 16강
- 리그 오브 레전드 프로리그 서머 2019 준우승
- 리그 오브 레전드 월드 챔피언십 2019 16강
- 데마시아컵 2019 우승
- 리그 오브 레전드 프로리그 스프링 2020 8위
- 리그 오브 레전드 프로리그 서머 2020 9위
- 내셔널 e스포츠 토너먼트 2020 8강
- 데마시아컵 2020 20강
- 리그 오브 레전드 프로리그 스프링 2021 우승
- 리그 오브 레전드 미드 시즌 인비테이셔널 2021 우승
- 리그 오브 레전드 프로리그 서머 2021 6위
- 리그 오브 레전드 프로리그 스프링 2022 우승